# Dynamisk apnea

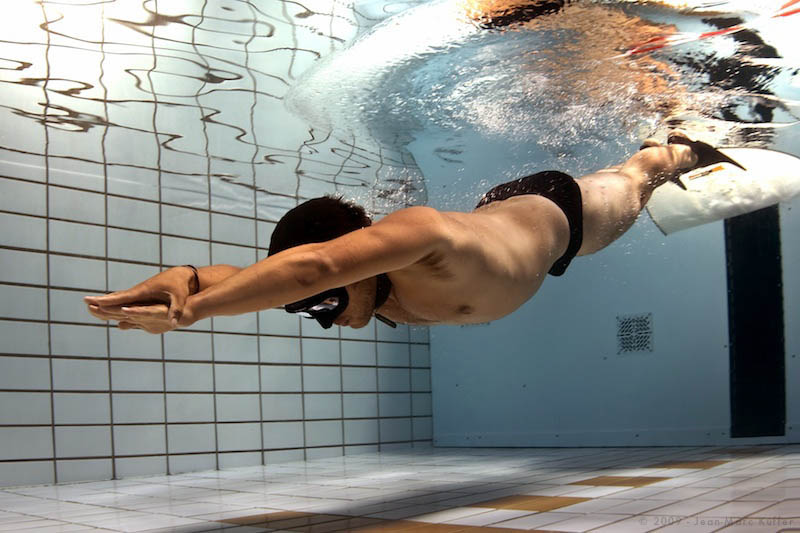
Pool-fridykning DYN (med monofena)

Dynamisk apnéa är discipliner inom fridykning där längsta möjliga distans ska tillryggaläggas utan att andas, till skillnad från statisk apnea där den tävlande ska tillbringa längsta möjliga tid under vatten utan att andas.  

## Definition
Inom fridykning erkänns åtta trävlingsdiscipliner av AIDA International och CMAS, varav tre är dynamisk apnea: dynamisk med monofena (DYN), dynamisk med bi-fenor (DYNb) och dynamisk utan fenor (DNF).
Dessa discipliner består av andningshållna dyk där dykaren dyker i horisontellt läge under vatten under egen kraft och utan hjälp/fysisk kontakt med någon statisk yta, med undantag av pool-väggen när den görs inomhus.  
Vid dynamisk dykning utan fenor föredrar dykare vanligtvis de kortare 25 m poolerna, så att de kan dra nytta av väggsparken. Vid dynamisk dykning med föredrar dykare vanligtvis de längre poolerna på 50 meter, så att vändningen vid poolväggen inte saktar ner dem.

## Rekord

### Världsrekord

#### Herrar
| Disciplin | Distans (meter) | Namn                  | Datum      | Plats             | Ackreditering |
| --------- | --------------- | --------------------- | ---------- | ----------------- | ------------- |
| DYN       | 316             | Mateus Malina         | 2019-06-22 | Istanbul, Turkiet | CMAS          |
| DYN       | 300             | Giorgos Panagiotakis  | 2016-07-03 | Åbo, Finland      | AIDA          |
| DYNb      | 250             | Mateus Malina         | 2019-10-13 | Wien, Österrike   | AIDA          |
| DYNb      | 234             | Boris Milosic         | 2019-02-23 | Belgrad, Serbien  | AIDA          |
| DNF       | 244             | Mateus Malina (POL)   | 2016-07-01 | Åbo, Finland      | AIDA          |
| DNF       | 240             | Vitomir Maricic (CRO) | 2019-04-28 | Rijeka, Kroatien  | AIDA          |

#### Damer
| Disciplin | Distans (meter) | Namn                    | Datum      | Plats             | Ackreditering |
| --------- | --------------- | ----------------------- | ---------- | ----------------- | ------------- |
| DYN       | 257             | Magdalena Solich (POL)  | 2019-10-14 | Wien, Österrike   | AIDA          |
| DYN       | 253             | Agnieszka Kalska (POL)  | 2019-06-26 | Szczecin, Polen   | AIDA          |
| DYNb      | 211             | Natalia Ovodova (RUS)   | 2019-04-21 | Esbo, Finland     | AIDA          |
| DYNb      | 208             | Mirela Kardasevic (CRO) | 2019-03-07 | Moskva, Ryssland  | AIDA          |
| DNF       | 200             | Magdalena Solich (POL)  | 2018-04-21 | Lomianki, Polen   | AIDA          |
| DNF       | 196             | Julia Kozerska (POL)    | 2019-06-19 | Istanbul, Turkiet | CMAS          |

### Svenska rekord

#### Herrar
| Disciplin | Distans (meter) | Namn              | Datum      | Plats             | Ackreditering |
| --------- | --------------- | ----------------- | ---------- | ----------------- | ------------- |
| DYN       | 240             | Ulf Lindberg      | 2016-07-02 | Åbo, Finland      | AIDA          |
| DYN       | 232             | Robin Gunnarsson  | 2018-06-26 | Belgrad, Serbien  | AIDA          |
| DYNb      | 164             | Tomas Jonsson     | 2019-12-01 | Göteborg, Sverige | AIDA          |
| DYNb      | 150             | Max Lindqvist     | 2020-02-05 | Göteborg, Sverige | AIDA          |
| DNF       | 195             | Ulf Lindberg      | 2016-07-01 | Åbo, Finland      | AIDA          |
| DNF       | 175             | Valdemar Karlsson | 2016-07-01 | Åbo, Finland      | AIDA          |

#### Damer
| Disciplin | Distans (meter) | Namn           | Datum      | Plats             | Ackreditering |
| --------- | --------------- | -------------- | ---------- | ----------------- | ------------- |
| DYN       | 210             | Nicole Edensbo | 2018-06-29 | Belgrad, Serbien  | AIDA          |
| DYN       | 200             | Sofia Tapani   | 2018-06-26 | Belgrad, Serbien  | AIDA          |
| DYNb      | 166             | Nicole Edensbo | 2019-04-21 | Aten, Grekland    | AIDA          |
| DYNb      | 131             | Paula Johnsson | 2019-12-01 | Göteborg, Sverige | AIDA          |
| DNF       | 145             | Sofia Tapani   | 2011-03-25 | Göteborg, Sverige | AIDA          |
| DNF       | 135             | Nicole Edensbo | 2019-04-21 | Aten, Grekland    | AIDA          |